# 8. volilna enota (Slovenija)
8. volilna enota je volilna enota v Sloveniji, ki obsega območja občin Gornje Radgone, Lenarta, Lendave, Ljutomera, Murske Sobote, Ormoža, Pesnice in Ptuja. Sedež enote je na Ptuju.
Enota je razdeljena na 11 volilnih okrajev:
- 1.  volilni okraj: občina Lendava, ki obsega območje krajevnih skupnosti: Čentiba, Črenšovci, Dolga vas, Dobrovnik, Gabrje, Genterovci, Gorice pri Lendavi, Hotiza, Kobilje, Lakoš, Lendava, Mostje-Banuta, Orešje-Dolina pri Lendavi, Petišovci, Polana, Turnišče pri Lendavi, Bistrica, Odranci (sedež: Lendava);
- 2.  volilni okraj: občina Ormož, ki obsega območje krajevnih skupnosti: Ivanjkovci, Kog, Miklavž pri Ormožu, Ormož, Podgorci, Središče ob Dravi, Tomaž pri Ormožu, Velika Nedelja (sedež: Ormož);
- 3.  volilni okraj: občina Ljutomer, ki obsega območje krajevnih skupnosti: Železne Dveri, Stročja vas, Stara Cesta, Radoslavci, Cezanjovci, Bučkovci, Cven, Križevci pri Ljutomeru, Ljutomer, Logarovci-Berkovci, Razkrižje, Veržej, razen naselja Bolehnečici (sedež: Ljutomer);
- 4.  volilni okraj: del občine Murska Sobota, ki obsega območje krajevnih skupnosti: Krog, Rogašovci, Kuzma, Gornji Petrovci, Čepinci, Šalovci, Hodoš, Križevci, Mačkovci, Grad, Pertoča, Prosenjakovci, Ratkovci, Bodonci, Cankova, Selo-Fokovci, Zenkovci, Puconci, Šulinci, Martjanci, Brezovci, Gederovci, Tišina (sedež: Murska Sobota);
- 5.  volilni okraj: del občine Murska Sobota, ki obsega območje krajevnih skupnosti: Melinci, Ižakovci, Dokležovje, Bakovci, Lipa, Beltinci, Bogojina, Bratonci, Gančani, Tešanovci, Moravci, Rakičan, Lipovci, Lendavska, Park, Alija Kardoša, Borisa Kidriča, Partizan, Černelavci, Turopolje (sedež: Murska Sobota);
- 6.  volilni okraj: občina Gornja Radgona, ki obsega območje krajevnih skupnosti: Apače, Ivanjci, Negova, Spodnja Ščavnica, Stogovci, Videm, Radenci, Gornja Radgona, Kapela, Črešnjevci- Zbigovci ter naselje Bolehnečici (sedež: Gornja Radgona);
- 7.  volilni okraj: občina Lenart, ki obsega območje krajevnih skupnosti: Jurovski Dol, Zgornja Ščavnica, Lokavec, Cerkvenjak, Gradišče v Slovenskih goricah, Benedikt v Slovenskih Goricah, Lenart v Slovenskih goricah, Voličina (sedež: Lenart);
- 8.  volilni okraj: občina Pesnica, ki obsega območje krajevnih skupnosti: Ceršak, Jakobski dol, Jarenina, Pesnica pri Mariboru, Sladki vrh, Svečina, Šentilj v Slovenskih goricah, Velka, Zgornja Kungota, Spodnja Kungota, razen naselja Lancova vas pri Ptuju (sedež: Pesnica);
- 9.  volilni okraj: del občine Ptuj, ki obsega območje krajevnih skupnosti: Trnovska vas, Vitomarci, Destrnik, Juršinci, Heroja Lacka-Rogoznica, Grajena, Polenšak, Dornava, Gorišnica, Markovci (sedež: Ptuj);
- 10.  volilni okraj: del občine Ptuj, ki obsega območje krajevnih skupnosti: Bratje Reš, Boris Ziherl, Olga Meglič, Franc Osojnik, Jože Potrč, Dušan Kveder, Ivan Spolenak, Tone Žnidarič, Hajdina, Budina-Brstje, Spuhlja, Turnišče ter naselje Lancova vas pri Ptuju (sedež: Ptuj);
- 11.  volilni okraj: del občine Ptuj, ki obsega območje krajevnih skupnosti: Cirkovce, Cirkulane, Dolena, Kidričevo, Leskovec, Lovrenc na Dravskem polju, Majšperk, Podlehnik, Ptujska Gora, Stoperce, Videm pri Ptuju, Zavrč, Žetale (sedež: Ptuj).

## Vir
1. ↑  »Državna volilna komisija«. Arhivirano iz prvotnega spletišča dne 20. septembra 2014. Pridobljeno 18. novembra 2014.